# 고에너지 스테레오스코픽 시스템

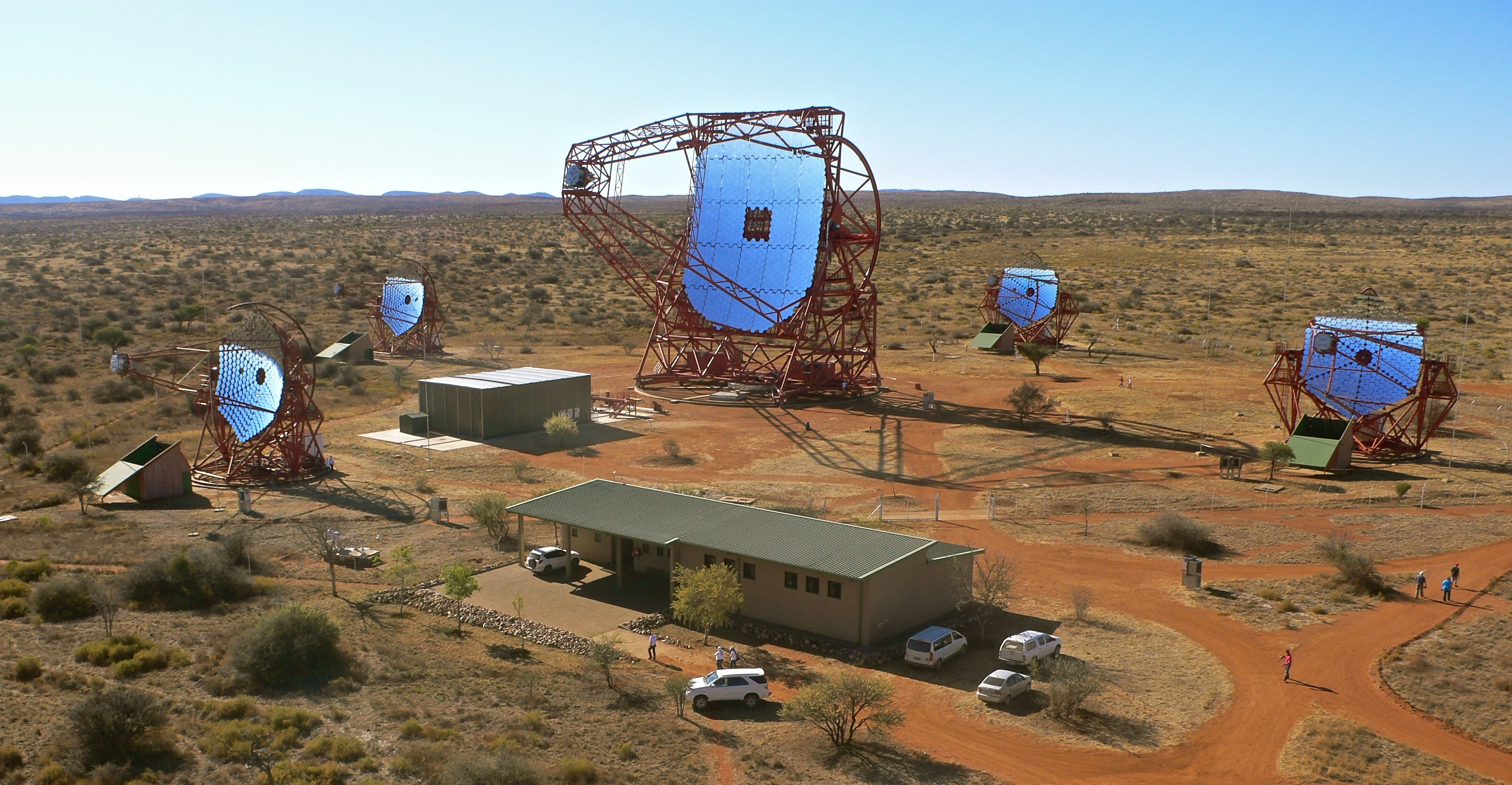

고에너지 스테레오스코픽 시스템(High Energy Stereoscopic System, H.E.S.S.) 또는 고에너지 입체 시스템은 0.03~100 TeV의 광자 에너지 범위에서 우주 감마선을 조사하기 위해 대기 체렌코프 망원경(IACT)을 이미징하는 시스템이다. 이 약어는 최초로 우주선을 관찰한 빅토르 프란츠 헤스를 기리기 위해 선택되었다.
이 이름은 또한 설치의 두 가지 주요 특징, 즉 서로 다른 시야각에서 여러 망원경을 사용하여 에어 샤워를 동시에 관찰하는 것과 망원경을 대형 시스템에 결합하여 감마선의 효과적인 감지 영역을 늘리는 것 등을 강조한다. H.E.S.S. 게 성운 플럭스의 수천분의 1 수준의 강도로 감마선 소스를 탐사할 수 있다.
H.E.S.S.는 5개의 망원경으로 구성된다. 직경이 12m 미만인 거울이 있는 4개는 측면이 120m인 정사각형으로 배열되어 있고, 배열의 중앙에는 28m 거울이 있는 더 큰 망원경 1개가 있다. 4개의 12m 망원경이 2004년에 작동을 시작했으며 2012년에 28m 망원경이 업그레이드(H.E.S.S. II)로 추가되었다.
다른 감마선 망원경과 마찬가지로 H.E.S.S. 우주의 고에너지 과정을 관찰한다. 감마선 생성원에는 초신성잔해, 활동은하핵 및 펄서풍 성운이 포함된다. 또한 WIMP 암흑 물질 입자에서 예측된 감마선 소멸 신호를 찾고 루프 양자중력의 로렌츠 불변성 예측을 테스트하는 등 물리학에서 입증되지 않은 이론을 적극적으로 테스트한다.
H.E.S.S. 우수한 광학 품질로 잘 알려진 지역인 갬스버그(Gamsberg)산 근처 나미비아의 코마스(Khomas) 고원에 위치하고 있다. H.E.S.S.의 1단계 망원경 4개 중 첫 번째이다. 프로젝트는 2002년 여름에 가동되었다. 4개 모두 2003년 12월에 가동되었다.
2004년 H.E.S.S. 우주 감마선의 근원을 공간적으로 해결하기 위한 최초의 IACT 실험이었다.
2005년에 H.E.S.S. 8개의 새로운 고에너지 감마선 광원을 발견했는데, 이는 알려진 광원의 수를 두 배로 늘린 것이다. 2014년 기준 H.E.S.S.는 90개 이상의 테라전자볼트 감마선원을 발견했다.
2016년에 HESS 공동 연구에서는 은하 중심에 있는 초대질량 블랙홀에서 발생하는 페타전자볼트 양성자의 존재를 보여주는 깊은 감마선 관측을 보고했다. 따라서 페타전자볼트 은하계 우주선의 원천인 초신성 잔해에 대한 실행 가능한 대안으로 간주되어야 한다.